# BP
BP, «Би-Пи», до мая 2001 года British Petroleum — транснациональная нефтегазовая компания со штаб-квартирой в Лондоне. Около трети выручки компании даёт деятельность в США. В 2010 году на арендованной компанией нефтедобывающей платформе Deepwater Horizon произошёл взрыв, что повлекло за собой крупнейший разлив нефти в истории. С 2013 года «Би-Пи» принадлежала 20-процентная доля в компании «Роснефть»; она была списана в марте 2022 года, что привело к убытку в первом квартале в 24,4 млрд долларов.

## История
Основатель компании — британский предприниматель Уильям Нокс Д’Арси (1849—1917). В мае 1901 года он получил концессию от персидского шаха на поиск и добычу нефти. Главным инженером по поиску нефти Д’Арси нанял Джорджа Рейнольдса. В первые годы им не удалось добиться результатов. Столкнувшись с отсутствием квалифицированного персонала, враждебностью со стороны местных жителей, а также недостаточной поддержкой персидского правительства, их финансовые ресурсы пошатнулись, и с 1905 года работы продолжались при финансовой и технической поддержке Бирманской нефтяной компании (Burmah Oil, основана в 1886 году в Шотландии). Первый успех пришёл в мае 1908 года, когда в юго-западной части Персии было открыто месторождение Машид и Сулейман, первое не только в Персии, но и на всём Ближнем Востоке. 14 апреля 1909 года была учреждена Англо-персидская нефтяная компания (Anglo-Persian Oil Company, АПНК; с 1935 года — Англо-иранская нефтяная компания, АИНК), в которой Burmah Oil принадлежало 97 % акций. Остальными акциями владел первый председатель компании, лорд Страткона. Д’Арси занимал в компании пост директора, но существенно не влиял на её дальнейшее развитие. В Абадане был построен нефтеперерабатывающий завод, экспорт нефтепродуктов с которого начался в 1912 году, к 1938 году этот НПЗ стал крупнейшим в мире.
Доминирующей фигурой в компании в первые годы был Чарльз Гринуэй, до этого работавший в Burmah Oil. В 1910 году он занял пост управляющего директора, а в 1914 стал председателем. В этом же году была реорганизована созданная двумя годами ранее Турецкая нефтяная компания, и Anglo-Persian приобрела 50 % её акций (по 25 % было у Deutsche Bank и Royal Dutch Shell). Несмотря на наличие богатого месторождения, Англо-Персидская нефтяная компания испытывала трудности с переработкой нефти и сбытом нефтепродуктов. Чтобы избежать поглощения другими нефтяными компаниями, в первую очередь Royal Dutch Shell, Гринуэй в 1914 году подписал соглашение с британским правительством, по которому Англо-Персидская нефтяная компания становилась поставщиком нефтепродуктов для Британского военно-морского флота, правительство же инвестировало в компанию £2 млн в обмен на контрольный пакет акций. Компания оставалась формально государственной до 1977 года, когда была продана часть пакета акций. Эти инвестиции и повышение спроса на нефтепродукты в годы Первой мировой войны привели к быстрому росту компании, за период с 1912 по 1918 год добыча нефти в Персии выросла в десять раз, к 1920 году у компании уже было 30 танкеров, в 1917 году был построен нефтеперерабатывающий завод в Суонси (Уэльс). Также в 1917 году британское правительство экспроприировало британскую часть Европейского нефтяного союза (маркетингового альянса, в котором значительную роль играл Deutsche Bank); эта часть, называвшаяся British Petroleum Company, сразу же была поглощена Англо-Персидской нефтяной компанией.

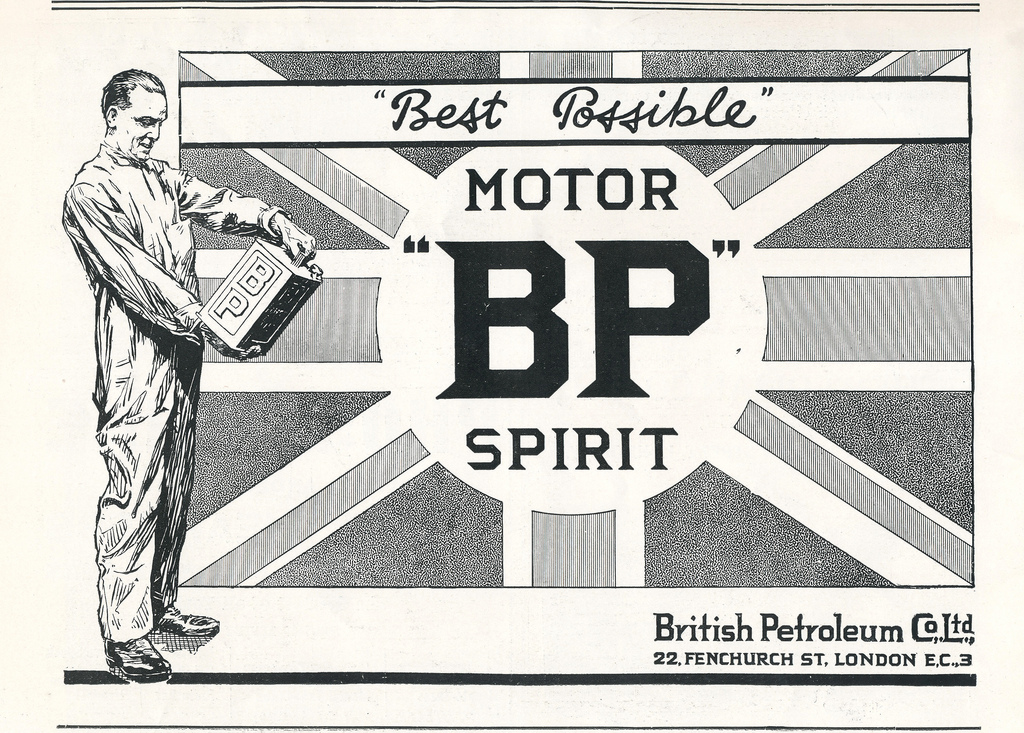
Реклама масла «Бритиш петролеум» 1922 года

За 1920-е годы были открыты филиалы во многих странах Европы, Азии и Африки, построены НПЗ в Шотландии и Франции. В 1927 году Гринуэя на посту председателя сменил Джон Кадман (John Cadman). В 1928 году он представлял компанию на встрече глав Anglo-Persian Oil Company, Royal Dutch/Shell и Standard Oil of New Jersey в шотландском замке Ахнакарри (Achnacarry), на которой было заключено картельное соглашение между этими крупнейшими нефтяными компаниями для избежания падения цен на нефтепродукты из-за перепроизводства. Также в 1928 году было подписано «Соглашение красной линии» (англ. Red Line Agreement), по которому Royal Dutch Shell, Anglo-Persian, CFP, Exxon, Mobil, Atlantic Richfield, Gulf Oil Corporation, Standard Oil of Indiana и Participations and Explorations Corporation создавали совместное предприятие Near East Development Company, которое должно было сотрудничать с Турецкой нефтяной компанией при разработке нефти в Турции, Леванте, Ираке и на Аравийском полуострове (в 1929 году Турецкая нефтяная компания была переименована в Иракскую нефтяную компанию).
Во время Великой депрессии прибыль компании сократилась, соответственно упали и отчисления персидскому правительству, что усилило и без того большие антибританские настроения в стране. В ноябре 1932 года Персия аннулировала концессию Англо-Персидской нефтяной компании; спор решался в Лиге Наций и в 1933 году компании была выдана новая концессия, дававшая на 60 лет право добычи нефти на территории, составлявшей около четверти от первоначальной. В 1934 году Anglo-Persian Oil Company сформировало совместное предприятие с американской Gulf Oil Corporation, названное Кувейтская нефтяная компания (англ. Kuwait Oil Company), для добычи нефти в этой стране. В 1935 году Персия была переименована в Иран, соответственно и компания стала называться Англо-Иранской нефтяной. После Второй мировой войны атаки на компанию со стороны иранских националистов возобновились, 1 мая 1951 года правительство Мохаммеда Моссаддыка национализировало нефтяную отрасль Ирана (дававшую две трети нефтедобычи компании). Начались затяжные переговоры, переломным моментом которых стал государственный переворот при участии британской разведки и ЦРУ, свергнувший Мосаддыка. В августе 1954 года было достигнуто соглашение, по которому добычу и переработку нефти в Иране начал осуществлять консорциум западных нефтяных компаний. В этом консорциуме доля Англо-Иранской нефтяной компании, в этом же году сменившей название на British Petroleum Company, составляла 40 %.
Иранский кризис вынудил British Petroleum диверсифицировать источники сырья и расширить
сферу деятельности. Наращивалась добыча нефти в Кувейте и Ираке, велась разведка месторождений в других странах Персидского залива, а также в Канаде, Европе, на севере Африки и Австралии; в 1962 году началась добыча нефти в Абу-Даби, а в 1966 в Ливии. Новые НПЗ были построены в Европе, Австралии и Адене. В 1947 году с компанией Distillers было создано совместное нефтехимическое предприятие, ставшее позднее известное как British Hydrocarbon Chemicals. Второй нефтехимический комплекс был построен в Баглан-Бэй (Baglan Bay) в Южном Уэльсе в 1961 году, к 1967 году British Petroleum стала второй крупнейшей нефтехимической компанией Великобритании.
В 1965 году British Petroleum открыла месторождение газа в Северном море в британских территориальных водах, в 1970 году было открыто месторождение нефти Фортис (первое промышленного значения в британских водах). Также в 1960-х годах компания вышла на американский рынок, велась геологоразведка на Аляске (в 1969 году было открыто крупное месторождение Прадхо-Бей), в 1968 году была куплена компания по нефтепереработке и маркетингу нефтепродуктов на Восточном побережье США. В 1969 году началось проблемное партнёрство с Standard Oil Company of Ohio (SOHIO), компании вели многолетнюю тяжбу о правах на добычу аляскинской нефти, а также совместно строили 800-мильный Трансаляскинский нефтепровод, завершенный в 1977 году; в 1987 году компания из Огайо была полностью поглощена, слита с другими американскими активами и переименована в BP America.
В 1971 году были национализированы месторождения нефти в Ливии, а в 1979 году в Нигерии, это и нефтяной кризис 1973 года вызвали дальнейшую диверсификацию British Petroleum, делались крупные инвестиции в добычу угля в США, Австралии и Южной Америке, куплены европейские активы Union Carbide и Monsanto, а также Selection Trust, британский горнодобывающий финансовый дом (это стало крупнейшим поглощением на Лондонской фондовой бирже на то время). В первой половине 1980-х годов на поглощения было потрачено около £10 млрд, покупки включали производителя кормов для животных Purina Mills и компанию Keiecott, крупнейшего производителя меди в США.

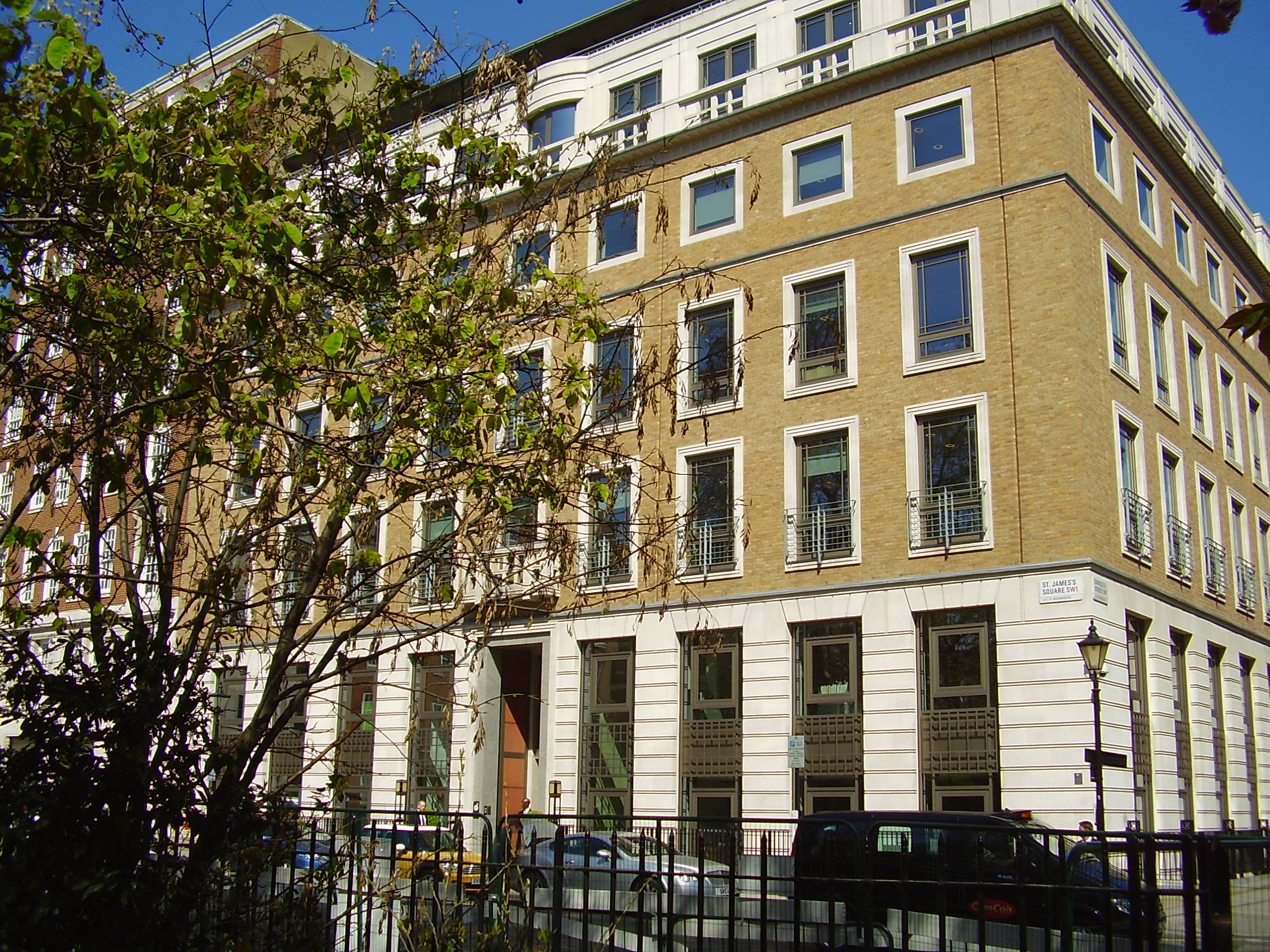
Головной офис «Би-Пи» в лондонском Вестминстере

Стратегия компании радикально изменилась с началом падения цен на нефть во второй половине 1980-х годов, были почти полностью распроданы угольные и другие горнодобывающие активы, а также доли в некоторых месторождениях нефти и газа. В то же время была куплена компания Britoil, основанная британским правительством в 1970-х годах для добычи нефти в Северном море, эта покупка почти удвоила общую площадь участков BP в этом регионе. В октябре 1987 года правительство Маргарет Тэтчер продало оставшуюся долю государства в British Petroleum.
В 1990 году компанию возглавил Роберт Хортон, начавший программу модернизации British Petroleum, названную «проект 1990». Хотя предполагалось, что она будет направлена на упрощение структуры компании, на практике начались массовые сокращения персонала, за два года численность сотрудников уменьшилась на 19 тысяч (или 16 %). В 1992 году British Petroleum впервые в своей истории показала квартальные убытки, и Хортон был отправлен в отставку. После него пост главы компании был разделен на председателя совета директоров и главного управляющего директора. Они продолжили реорганизацию British Petroleum: за следующие несколько лет было сокращено ещё 9 тысяч человек, продана сеть автозаправок в Калифорнии и Флориде, созданы стратегические партнёрства с Mobil Corporation на европейском рынке и с Shanghai Petrochemical Company на азиатском.
В декабре 1998 года было завершено поглощение американской компании Amoco (ранее Standard Oil of Indiana), объединённая компания была названа BP Amoco plc. В 2000 году были куплены ещё две нефтяные компании, Arco (Atlantic Richfield Co.) и Burmah Castrol (эта компания образовалась в 1966 году слиянием Castrol с той самой Burmah Oil, которая ранее была основным акционером Anglo-Persian Oil Company). В 2001 году название компании было упрощено до BP plc, также был изменён логотип.
1 сентября 2003 года BP и консорциум ААР («Альфа-групп», Access Industries и «Ренову») создали стратегическое партнёрство «ТНК-BP» с активами в России и Украине. 22 октября 2012 года было объявлено о том, что «Роснефть» договорилась с акционерами «ТНК-BP» о её покупке. BP за свою долю получила $17,1 млрд денежных средств и 12,84 % акций «Роснефти», находящихся на балансе российской компании, а другой акционер «ТНК-BP», консорциум AAR — $28 млрд (при этом обе сделки независимы друг от друга). После завершения сделки британской BP принадлежит 19,75 % акций «Роснефти». 21 марта 2013 года TNK-BP полностью перешла под контроль компании «Роснефть».
В 2010 году произошёл взрыв на нефтедобывающей платформе Deepwater Horizon, что повлекло за собой крупнейший разлив нефти в истории нефтедобычи (4,9 млн баррелей). Для высвобождения средств на ликвидацию последствий и выплату штрафов и компенсаций началась распродажа активов на сумму $38 млрд за три года. Штрафы на 2012 год составили $4,5 млрд, в 2015 году ещё $20 млрд по решению по гражданскому иску против компании.
В июле 2018 года компания приобрела месторождения сланцевой нефти и газа в США у австралийской компании BHP Billiton за $10,5 млрд.
В августе 2019 года BP приняла решение продать за $5,6 млрд свою долю (26 %) в аляскинском месторождении (включая трансаляскинский нефтепровод) частной компании из Техаса Hilcorp Energy. BP была оператором месторождения Прадхо-Бэй и с 1977 года добыла около 13 млрд баррелей, остатки запасов оцениваются в 1 млрд баррелей; текущий уровень добычи составляет 74 тысячи баррелей в сутки, на Аляске работает 1600 сотрудников BP.

## Собственники и руководство
Акции BP котируются на фондовых биржах Лондона, Франкфурта и Нью-Йорка. Депозитарием акций, которые котируются на Нью-Йоркской фондовой бирже, является JPMorgan Chase (24,11 % акций). На март 2022 года крупными держателями акций компании были BlackRock (8,79 %), The Vanguard Group (4,15 %) и инвестиционный фонд Банка Норвегии (3,21 %).
5 % акций с 2011 года находятся в собственности компании «Роснефть».
Руководство «Би-Пи» делится на две категории: совет директоров (в 2021 году совет директоров собирался 11 раз), формирующих основное направление развития группы, и управляющих директоров группы, осуществляющих текущее управление. Все они назначаются общим ежегодным собранием акционеров.
- Хелдж Лунд (Helge Lund) — председатель совета директоров с начала 2019 года. Ранее работал в нефтяных компаниях BG Group (генеральный директор с 2015 года до поглощения компанией Royal Dutch Shell в 2016 году) и Statoil (президент и CEO с 2004 по 2014 год), ещё раньше возглавлял норвежский промышленный конгломерат Aker Kvaerner. Также был консультантом McKinsey & Company и парламентской группы Консервативной партии Норвегии, входил в консультационную группу по вопросам энергетики Генерального секретаря ООН, входил в советы директоров Schlumberger (2016—18) и Nokia (2011—14). Также является председателем совета директоров фармацевтической компании Novo Nordisk AS и входит в совет попечителей Международной кризисной группы[2].
- Бернард Луни (Bernard Looney, род. в 1970 году) — главный исполнительный директор (CEO) с февраля 2020 года по сентябрь 2023 года, в компани с 1991 года. Член совета директоров «Роснефти» с февраля 2020 года по февраль 2022 года[2].
- Мюррей Окинклосс (Murray Auchincloss) — главный финансовый директор с июля 2020 года, исполняющий обязанности CEO с сентября 2023 года, в компании с 1998 года[20];
- Паула Рейнолдс (Paula Reynolds) — старший независимый член совета директоров с 2015 года; председатель британской энергетической компании National Grid; ранее работала в страховых компаниях Safeco Corporation и American International Group;
- Памела Далей (Pamela Daley) — член совета директоров с 2018 года, также член совета директоров BlackRock; основная часть карьеры проходила в General Electric;
- Мелоди Мейер (Melody Meyer) — независимый член совета директоров с 2017 года; также член совета директоров AbbVie; ранее занимала ряд ключевых постов в Chevron;
- Тушар Морзария (Tushar Morzaria) — член совета директоров с 2020 года; также финансовый директор Barclays;
- Карен Ричардсон (Karen Richardson) — член совета директоров с 2021 года; также председатель химической компании Origin Materials Inc.;
- Джон Соэрс (англ. John Sawers) — независимый член совета директоров с 2015 года; 36-летняя карьера проходила на госслужбе в Великобритании, включая посты главы Секретной разведывательной службы (MI6) (2009—2014 годы), посла Великобритании в ООН (2007—09 годы), политического директора Форин-офис (2003—07 годы), специального посланника в Ираке (2003 год), посла Великобритании в Египет (2001—03 годы), советника премьер-министра по внешней политике (1999—2001 годы); председатель консультационной фирмы Macro Advisory Partners.
- Йоханнес Тайсен (Johannes Teyssen) — член совета директоров с 2021 года; также старший советник Kohlberg Kravis Roberts, ранее входил в наблюдательный совет Deutsche Bank;
- Бен Мэтьюс (Ben J S Mathews) — секретарь компании с 2019 года; ранее занимал такой же пост в HSBC и Rio Tinto.

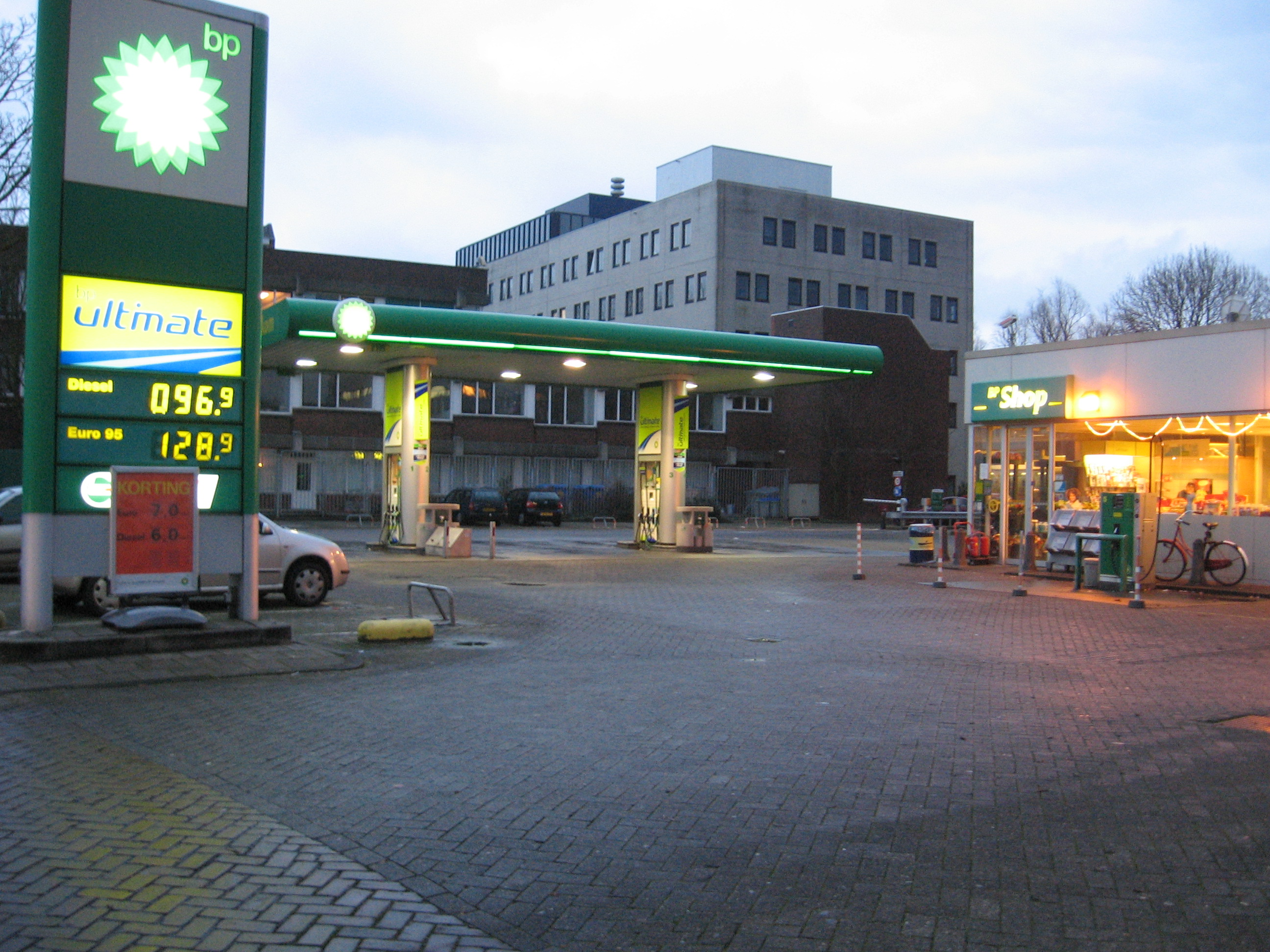
Автозаправочная станция «Би-Пи» в Гронингене (Нидерланды)

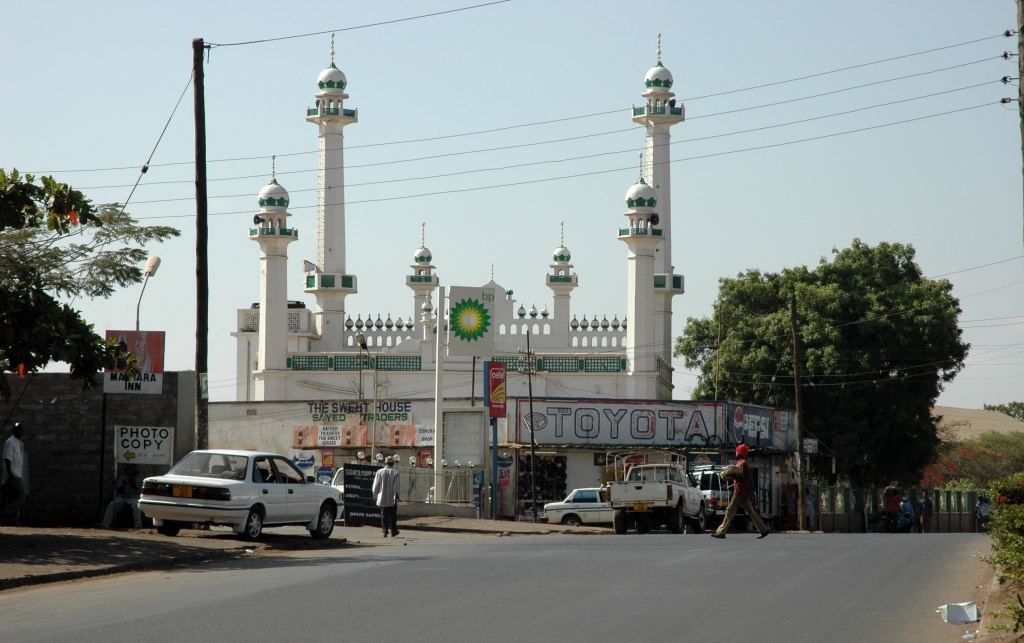
Автозаправочная станция «Би-Пи» в городе Моши (Танзания)

## Деятельность
Компания ведёт добычу нефти и газа во многих регионах Земли, как на суше, так на шельфе и в открытом море. Доказанные запасы BP на конец 2021 года составляли 16,954 млрд баррелей в нефтяном эквиваленте, из них нефти — 9,59 млрд баррелей (1,31 млрд тонн), газового конденсата — 534 млн баррелей, природного газа — 39,615 трлн куб. футов (1,12 трлн кубометров). Основная часть запасов (94 %) относится к совместным предприятиям с другими нефтяными компаниями. Основные месторождения находятся в США, Анголе, ОАЭ, Аргентине, Австралии, Азербайджане, Египте, Ираке, Тринидаде и Великобритании.
Суточная добыча нефти и газа в 2021 году в среднем составила 3,316 млн баррелей в нефтяном эквиваленте, из них 1,951 млн баррелей нефти и других жидких углеводородов (в том числе 860 тыс. баррелей — доля в добыче «Роснефти») и 224 млн кубометров природного газа. Средняя стоимость добычи барреля нефти составляла 6,8 долларов (в Австралии — $2,3, в России — $2,8, в Южной Америке — $4,5, в Азии — $5,0, в Африке — $6,2, в США — $9,2, в Европе — $14,0). Средняя стоимость продажи — 63 доллара за баррель нефти.
Общая производительность НПЗ компании в 2021 году составила 1,594 млн баррелей в сутки, из них 719 тысяч баррелей в США и 787 тысяч баррелей в Европе. Компании принадлежат 6 НПЗ, ещё в 3-х есть доли от 10 до 50 %. Три НПЗ находятся в США, два в Германии, по одному в Нидерландах, Испании, Новой Зеландии и ЮАР. Продажи нефтепродуктов составляли 2,83 млн баррелей в сутки.
Сеть АЗС насчитывает 20 500 заправок в 19 странах, в том числе 7450 в США и 8250 в Европе. Компания является одним из крупнейших поставщиков авиационного топлива, поставляя авитопливо в 800 аэропортов в 50 странах. Также выпускает масла под торговыми маркими Castrol, BP и Aral.
Объёмы производства нефтехимической продукции в 2018 году составили 11,9 млн тонн, из них 2,2 млн тонн в США и 4,5 млн тонн в Европе. Нефтехимические комплексы находятся в США (2 завода), Германии (2 завода), КНР (3 завода), Тайване (2 завода), Великобритании, Бельгии, Тринидаде и Тобаго, Индонезии, Республике Корея и Малайзии.
Компании принадлежат доли в 10 газопроводах и пяти регазификационных терминалах в Северном море. Кроме того, компания владеет 47%-ной долей в газопроводе на Аляске, а также несколькими приёмными терминалами для сжиженного природного газа в Мексиканском заливе.
Компания занимается альтернативной энергетикой, в частности производством биотоплива (этанола из тростникового сахара) в Бразилии. Совместно с DuPont разработана технология производства био-изобутанола из кукурузы (Канзас). Компании принадлежит 14 ветроэлектростанций в США общей мощностью 1,432 ГВт. Совместно с ведущей европейской компанией по установке солнечных панелей Lighthouse было создано совместное предприятие LighthouseBP, в котором доля BP составляет 43 %.
Выручка за 2021 год составила 157,7 млрд долларов, из них 5,5 млрд пришлось на нефть, 101,4 млрд — на нефтепродукты, 24,4 млрд — на природный газ, 6,1 млрд — на другую продукцию, 20,4 млрд — на другие виды дохода (операции с деривативами и др.).
Одной из целей bp является достичь к 2050 году нулевого уровня выбросов углекислого газа.
Основные подразделения компании BP по состоянию на 2021 год:
- Газ и низкоуглеродная энергетика (Gas & low carbon energy) — добыча природного газа, солнечные и ветряные электростанции, производство биотоплива; выручка 30,8 млрд долларов, прибыль 2,2 млрд долларов.
- Нефтедобыча (Oil production & operations) — деятельность в регионах, где ведётся преимущественно нефтедобыча; выручка 24,5 млрд долларов, прибыль 10,5 млрд долларов.
- Потребители и продукты (Customers & products) — нефтепереработка, продажа нефтепродуктов, пункты зарядки электромобилей; выручка 130,1 млрд долларов, прибыль 5,6 млрд долларов.
- «Роснефть» — 20-процентная доля и совместные проекты, прибыль 2,7 млрд долларов; сотрудничество прекращено 27 февраля 2022 года, активы списаны по результатам первого квартала 2022 года;
- Другая деятельность и корпоративный центр (Other businesses and corporate) — к этому подразделению относятся морской транспорт (49 собственных судов и 22 арендованных), финансовые услуги и страхование; выручка 1,7 млрд долларов, убыток 2,7 млрд долларов.

| Год                 | 1999…  | 2005…  | 2010   | 2011  | 2012  | 2013  | 2014  | 2015   | 2016  | 2017  | 2018  | 2019  | 2020   | 2021  |
| ------------------- | ------ | ------ | ------ | ----- | ----- | ----- | ----- | ------ | ----- | ----- | ----- | ----- | ------ | ----- |
| Оборот              | 83,57… | 243,9… | 297,1  | 375,7 | 375,8 | 379,1 | 353,6 | 222,9  | 183,0 | 240,2 | 303,7 | 159,3 | 105,9  | 157,7 |
| Чистая прибыль      | 4,596… | 22,32… | -3,699 | 25,61 | 11,25 | 23,76 | 3,780 | -6,482 | 0,115 | 3,389 | 9,578 | 4,026 | -20,31 | 7,565 |
| Активы              | 90,26… | 206,9… | 272,3  | 292,9 | 300,5 | 305,7 | 284,3 | 261,8  | 263,3 | 276,5 | 282,2 | 295,2 | 267,7  | 287,3 |
| Собственный капитал | 38,90… | 80,45… | 95,89  | 112,6 | 119,8 | 130,4 | 112,6 | 98,39  | 96,84 | 100,4 | 101,5 | 98,41 | 71,25  | 75,46 |

## Регионы деятельности

### Россия
BP принадлежит 19,75 % акций «Роснефти», что даёт ей право назначения 2 из 11 членов совета директоров (Роберт Дадли и Гильермо Квинтеро). Дивиденды за 2017 год составили $190 млн (5,98 рублей на акцию). Помимо этого у компаний есть несколько совместных проектов по добыче нефти и газа: совместные предприятия «Таас-Юрях Нефтегаздобыча» (добыча нефти и газового конденсата в Восточной Сибири, 20 %), ООО «Ермак Нефтегаз» (Западная Сибирь и бассейн Енисей-Хатанга, 49 %). Доля BP в нефтедобыче «Роснефти» в России, Канаде, Венесуэле и Вьетнаме в 2018 году составляла около 923 тысяч баррелей в сутки (общий уровень нефтедобычи BP составлял 2,163 млн баррелей в сутки, «Роснефти» — 5,5 млн баррелей в сутки), природного газа 36 млн кубометров в сутки.
В январе 2011 года «Би-Пи» и российская государственная нефтяная компания «Роснефть» сообщили о создании совместного предприятия, которое займётся разработкой шельфовых нефтегазовых месторождений Карского моря («Роснефти» в нём будет принадлежать 66,67 %, BP — 33,33 %). Также компании договорились об обмене акциями (российская компания получит 5 % обычных голосующих акций в BP, а британская — 9,5 % акций «Роснефти»). Сделка получила неоднозначную оценку комментаторов. Так, представитель инвестиционного банка Barclays назвал её проявлением взаимного доверия сторон. С другой стороны, критики отмечали сомнительную юридическую чистоту сделки. Влиятельный британский еженедельник The Economist, использовал слова скупка краденного, напоминая, что в судах находятся иски акционеров «Юкоса» к российскому правительству на сумму, превышающую $100 млрд. После российского вторжения на Украину компания заявила о выводе активов из «Роснефти».
Российские совладельцы ТНК-BP (в ней 50 % принадлежит BP, а ещё 50 % — консорциуму ААР, включающему «Альфа-групп», Access Industries и «Ренову») подвергли критике сделку BP с «Роснефтью» и обратились в Лондонский суд с иском о её приостановлении. 31 января 2011 года в знак протеста против сделки российский акционер ТНК-BP принял решение заблокировать выплату дивидендов в размере $1,8 млрд. 24 марта 2011 года стокгольмский арбитраж вынес решение о запрете сделки BP и «Роснефти», 17 мая 2011 года было сообщено, что сделка сорвана.
21 марта 2013 года в официальном пресс-релизе «Роснефть» сообщила о завершении сделки по покупке 100 % ТНК-ВР.
После вторжения России на Украину в 2022 году компания вышла из российских активов, что привело к бухгалтерским убыткам в 25,5 млрд долларов. Также объявлено о прекращении закупок нефти и газа. При этом компания продолжила исполнять обязательства по долгосрочным контрактам, сохранила сеть заправок в России.
В октябре 2022 года глава «Роснефти» Игорь Сечин отметил, что несмотря на «яркие заявления» своего руководства в феврале 2022 года, решение о прекращении участия в капитале российской компании BP не выполнила. Международная компания, по словам Сечина, продолжает оставаться «теневым» акционером «Роснефти». Она не участвует в управлении, но сохраняет все права, в том числе и на дивиденды. Так же Сечин сообщил, что за второе полугодие «друзьям» из BP перечислены на счета дивиденды в размере 700 млн долларов.

### Азербайджан

Контракт века

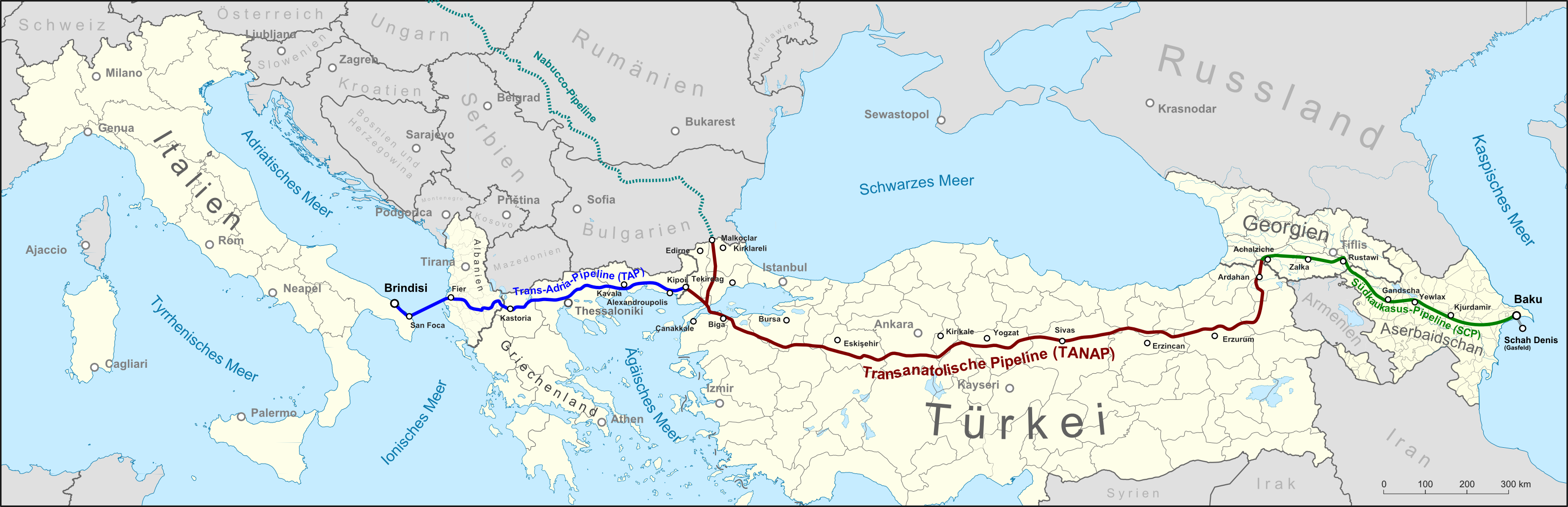
459.965x459.965пкс

Первый офис в Баку был открыт в июне 1992 года. В сентябре 1994 BP, Государственная Нефтяная Компания Азербайджана (SOCAR), правительство Азербайджана и ещё 11 компаний из 8 стран подписали так называемый «Контракт века», соглашение о совместной разработке месторождений Азери, Чыраг и глубоководной части месторождения Гюнешли в Каспийском море в рамках соглашения о разделе производства нефти. Первоначально он был рассчитан до 2024 года, в 2017 году продлён до 2050 года (при этом SOCAR повысила свою долю с 11 % до 25 %, доля BP составляет 30,37 % и она является оператором разработки).
Месторождение Шах-Дениз было открыто в 1999 году, проект по его разработке, в котором доля BP составляет 28,83 %, включает две фазы: «Шах-Дениз 1» и «Шах-Дэниз 2». Работа над «Шах-Дениз 1» началась в 2006 году. Максимальное производство в первой фазе составляет 10 млрд кубометров газа в год и 50 тысяч баррелей конденсата в день. В 2017 году из месторождения было добыто 10,2 стандартных кубометра газа и 2,4 миллиона тонн конденсата в год. Работа по второй фазе была начата в 2016 году, на 2018 год он был готов на 99 %.
Для экспорта углеводородов создана инфраструктура, называемая «Южный газовый коридор». Она включает нефтепровод Баку-Тбилиси-Джейхан (длина 1768 км, пропускная способность 1 млн баррелей в сутки), Южно-Кавказский газопровод (длина 693 км, пропускная способность 143 тысячи баррелей в сутки), Трансанатолийский трубопровод и Трансадриатический трубопровод (TAP) (соединяющие Шах-Дениз с Италией, через территорию Греции и Албании), а также Сангачальский терминал.

### Другие страны Азии и Австралия
BP также работает в ОАЭ, КНР, Индии, Индонезии, Ираке, Кувейте и Омане, а также в Австралии.
В КНР есть доля в добыче сланцевого газа в Сичуанском бассейне (общая площадь 2500 км², оператор разработки China National Petroleum Corporation), а также доля в Гуандунском регазификационном терминале и газохранилище (по 30 %).
В партнёрстве с местной нефтяной компанией ведётся добыча нефти и природного газа в Абу-Даби (ОАЭ, доля BP 10 %). Уровень добычи в 2017 году составлял 257 тысяч баррелей нефти в сутки.
В Омане ведётся добыча природного газа в месторождении Хаззан (в партнёрстве с Нефтяной компанией Омана, доля BP составляет 60 %).
В Ираке в одном из крупнейших месторождений нефти в мире Румайла (Rumaila) BP имеет долю 47,6 % и является основным подрядчиком разработки, в 2017 году средний уровень добычи составлял 73 тысячи баррелей в сутки.
В Индонезии компания является оператором проекта Tangguh LNG (и имеет долю 40 %); этот проект включает 14 скважин для добычи природного газа, две морские платформы, два газопровода и завод по производству сжиженного газа производительностью 7,6 млн тонн в год. К 2020 году планируется увеличить производительность проекта почти в два раза.
В Австралии компания с 1980-х годов является одним из семи участников проекта Северо-западный шельф (North West Shelf, доля BP 16,67 %), включающий добычу нефти и природного газа и производство сжиженного газа; на долю BP приходится 2,7 млн тонн сжиженного газа в год.

### Европа
Добыча нефти и газа в Европе сосредоточена в Северном и Норвежском морях в территориальных водах Великобритании и Норвегии; крупнейшее месторождение находится в районе Шетландских островов. Уровень добычи в 2017 году составлял 80 тысяч баррелей нефти и 5 млн кубометров газа в сутки.

### Северная Америка
В Северной Америке главным регионом нефтедобычи является Мексиканский залив. В США компания имеет лицензии на участки в штатах Арканзас, Колорадо, Нью-Мексико, Оклахома, Техас и Вайоминг, их доказанные резервы в сумме составляют 1,4 млрд баррелей в нефтяном эквиваленте, в основном это запасы сланцевого газа. С 1977 года компания ведёт добычу нефти и газа месторождения Прадхо-Бей, за это время было добыто 12,5 млрд баррелей нефти; также компании принадлежит доля в 49 % в Трансаляскинском нефтепроводе, соединяющем месторождение с портом Валдиз на юго-востоке Аляски. Кроме того, ведётся строительство завода по производству сжиженного газа производительностью 20 млн тонн в год. Уровень добычи в 2017 году составлял 370 тысяч баррелей нефти в сутки, из них 251 тысяча баррелей в Мексиканском заливе и 109 тысяч на Аляске, добыча природного газа составляла 50 млн кубометров в сутки.
В Канаде ведётся разработка нефтяных песков (месторождения Sunrise Oil Sands, Terre de Grace, Pike Oil Sands). Также есть лицензии на оффшорные участки на Канадском шельфе, которые пока не разрабатываются. Уровень добычи в 2017 году составлял 20 тысяч баррелей нефти в сутки.
В Мексике добыча нефти ведётся в месторождении Saline Basin равными долями с Statoil и Total.

### Южная Америка
В Южной Америке добыча нефти и газа ведётся в Бразилии и Тринидаде и Тобаго, через Pan American Energy Group (совместное предприятие BP и аргентинской Bridas Corporation) также в Аргентине и Боливии. Уровень добычи в Аргентине в 2017 году составлял 60 тысяч баррелей нефти в сутки, в Боливии 3 тысячи баррелей.
В Бразилии компания получила 21 концессию в 5 бассейнах (Pre-Salt Bid Round, North Campos, South Campos, Barreirinhas, Foz do Amazonas Basin).
В Тринидаде и Тобаго ведётся добыча природного газа и газового конденсата на оффшорных участках общей площадью 7300 км², где находятся 14 платформ компании. BP имеет долю 39 % в заводе по производству сжиженного газа Atlantic LNG, эта доля соответствует производительности 15 млн тонн в год. Уровень добычи в 2017 году составлял 22 тысячи баррелей нефти и газового конденсата в сутки и 55 млн кубометров природного газа.

### Африка
В Африке компания совместно с Sonatrach и Statoil ведёт добычу нефти и природного газа в Алжире и на шельфе Анголы. Уровень добычи в 2017 году составлял 192 тысячи баррелей нефти в сутки в Анголе и 10 тысяч в Алжире.
В районе дельты Нила в Египте ведётся добыча нефти и газа, на BP приходится 10 % добычи нефти и 40 % газа в стране. Уровень добычи в 2017 году составлял 40 тысяч баррелей нефти в сутки.
В партнёрстве с Kosmos Energy добывается нефть в Кот д'Ивуаре, Ливии, Мавритании и Сенегале.

## Происшествия

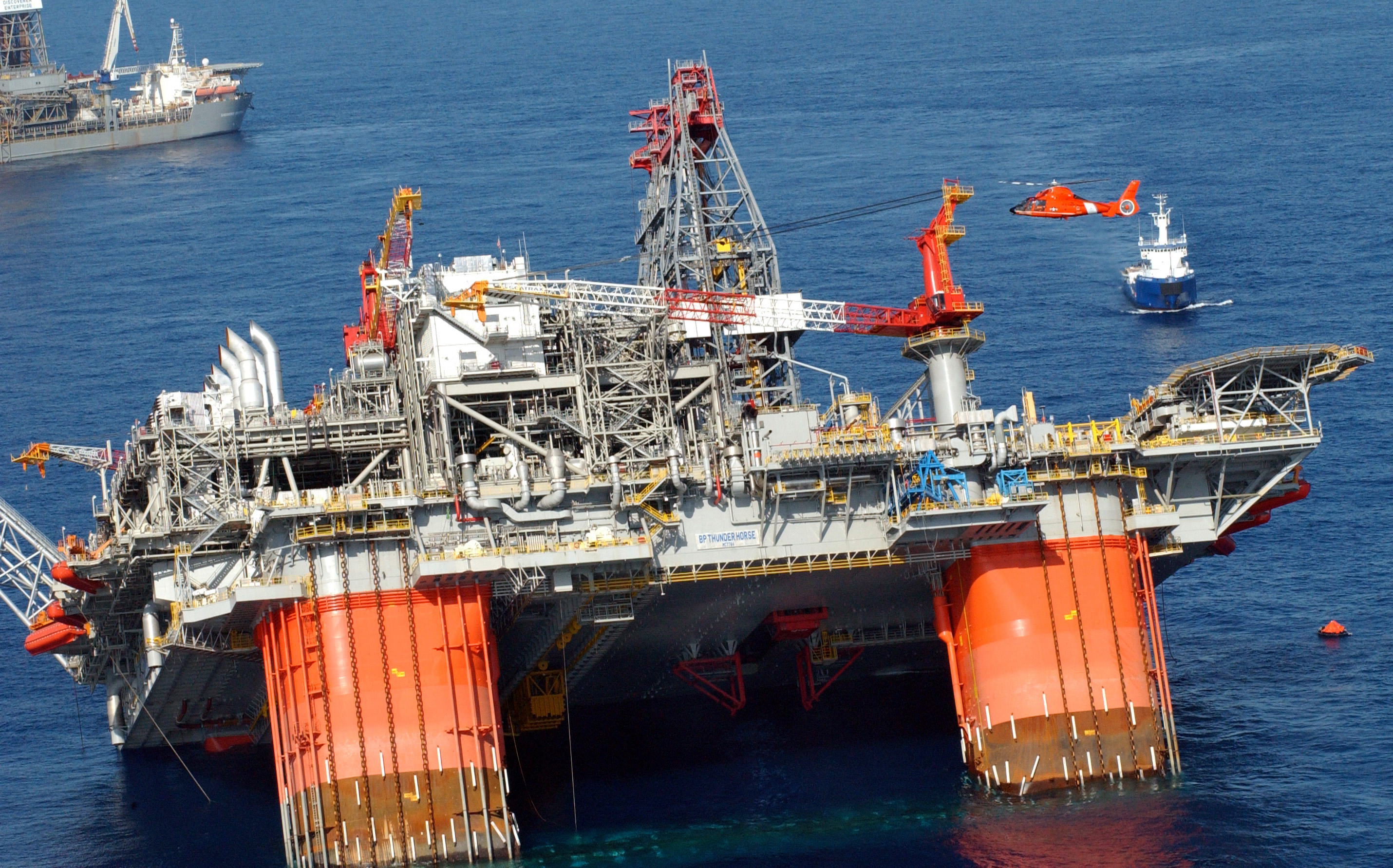
Накренившаяся нефтяная платформа Thunder Horse после урагана «Деннис»

### Взрыв на нефтеперегонном заводе в Техасе
23 марта 2005 года на предприятии BP, расположенном в штате Техас, произошёл взрыв, перешедший в пожар. В результате аварии погибло 15 человек и ещё 170 получили травмы. Компания объявила о выплате более $700 млн пострадавшим и семьям погибших в результате аварии.

### Ураган «Деннис»
Произошедший в июле 2005 года ураган «Деннис» нанёс серьёзный ущерб операциям BP в Мексиканском заливе. Стихия нанесла серьёзный ущерб нефтедобывающей платформе Thunder Horse, одной из крупнейших в мире, построенной BP совместно с ExxonMobil. В результате воздействия урагана платформа накренилась на 30°, расходы на её восстановление составили около $100 млн.

### Взрыв нефтяной платформы Deepwater Horizon
20 апреля 2010 года на арендованной BP у компании Transocean полупогружной нефтяной платформе Deepwater Horizon, работавшей в центральной части Мексиканского залива южнее штата Луизиана (США), произошёл взрыв. В результате последовавшего пожара, борьба с которым была безуспешна, 11 человек погибло и ещё 17 ранено; 22 апреля платформа затонула. Свободное истекание нефти из скважины, на которой до катастрофы работала платформа, повлекло за собой крупнейшую экологическую катастрофу: в день из скважины, находящейся на глубине около 1,5 км, в воду выливалось до 1000 т нефти. Нефтяное пятно, площадь которого приближалась к 1000 км², привело к серьёзному загрязнению побережья Луизианы и других штатов США. Ряд экспертов оценивали размер нанесённого ущерба в сумму до $37 млрд.
Ко 2 июня 2010 года попытки прекратить выброс нефти оставались безуспешными. К 10 июня компания потеряла значительную часть своей рыночной капитализации (с момента аварии она снизилась со $186 млрд до $91 млрд); расходы на операцию по очистке превысили $760 млн. К середине июня 2010 года безуспешные попытки справиться с последствиями аварии и все громче раздающиеся требования многомиллиардной компенсации нанесённого ущерба привели к резкому падению рейтингов BP: агентство Fitch понизило долгосрочный рейтинг компании на целых шесть ступеней — с АА (высокая надежность) до ВВВ (только на две позиции выше «бросового» уровня). В июле было объявлено о том, что глава BP Тони Хейворд осенью уйдёт в отставку, что также связывалось с катастрофой на Deepwater Horizon.
В начале августа 2010 года стало известно о том, что утечку нефти удалось практически полностью остановить. Также было объявлено о том, что в силу естественных причин или благодаря усилиям по утилизации 75 % разлитой нефти исчезло с поверхности Мексиканского залива.
BP заранее стала готовиться к возможным многомиллиардным затратам на ликвидацию всех последствий катастрофы, в частности, начав распродажу своего имущества. В июле 2010 года компания объявила о продаже газовых активов и газоперерабатывающих заводов американской компании Apache за $7 млрд. Позднее компания создала фонд Gulf Coast Claims Facility (GCCF), из которого осуществляется компенсирование ущерба. Всего в данном фонде было зарезервировано $20 млрд.
5 января 2011 правительственная комиссия США, созданная по инициативе президента Обамы, назвала причиной катастрофы сокращение компанией BP и её партнёрами средств на обеспечение безопасности добычи нефти.
В апреле 2011 года BP подала судебные иски на сумму $40 млрд к трём компаниям, которые, по её мнению, стали виновниками аварии на платформе: Transocean (владельцу и оператору Deepwater Horizon), Halliburton (спроектировавшей цементную «пломбу» для скважины) и Cameron (изготовителя несработавшего устройства для блокировки скважины в случае происшествий). Месяцем спустя японская компания Mitsui & Co., которая являлась совладельцем проекта, в рамках которого работала платформа Deepwater Horizon, объявила о выплате компенсации в размере $1,1 млрд в пользу BP. В начале 2012 года федеральный суд США принял решение о том, что основным ответчиком по искам о взыскании материальной ответственности должна являться сама BP, а её партнёры-подрядчики не должны участвовать в возмещении убытков.
В апреле 2012 года BP достигла окончательного соглашения с лицами, которыми был нанесён ущерб в результате аварии. Компания обязалась выплатить 100 тысячам американских истцов (среди них владельцы отелей, ресторанов, рыбаки и т. п.) компенсацию в общей сумме $7,8 млрд.

## Дочерние компании
Основные дочерние компании и партнёрства на конец 2017 года (доля, юрисдикция, направление деятельности):
- BP Corporate Holdings (100 %, Англия и Уэльс, инвестиционный холдинг)
- BP Exploration Operating Company (100 %, Англия и Уэльс, добыча и производство)
- BP Global Investments (100 %, Англия и Уэльс, инвестиционный холдинг)
- BP International (100 %, Англия и Уэльс, интегрированная нефтяная компания)
- BP Oil International (100 %, Англия и Уэльс, интегрированная нефтяная компания)
- Burmah Castrol (100 %, Шотландия, смазочные материалы)

Ангола
- BP Exploration (Angola) (100 %, Англия и Уэльс, добыча и производство)

Азербайджан
- BP Exploration (Caspian Sea) (100 %, Англия и Уэльс, добыча и производство)
- BP Exploration (Azerbaijan) (100 %, Англия и Уэльс, добыча и производство)

Канада
- BP Holdings Canada (100 %, Англия и Уэльс, инвестиционный холдинг)

Египет
- BP Exploration (Delta) (100 %, Англия и Уэльс, добыча и производство)

Германия
- BP Europa SE (100 %, нефтепереработка и маркетинг)

Индия
- BP Exploration (Alpha) (100 %, Англия и Уэльс, добыча и производство)

Тринидад и Тобаго
- BP Trinidad and Tobago (70 %, США, добыча и производство)

Великобритания
- BP Capital Markets (100 %, Англия и Уэльс, финансы)

США
- BP Holdings North America (100 %, Англия и Уэльс, инвестиционный холдинг)
- Atlantic Richfield Company (100 %, США, интегрированная нефтяная компания)
- BP America (100 %, США, интегрированная нефтяная компания)
- BP America Production Company (100 %, США, интегрированная нефтяная компания)
- BP Company North America (100 %, США, интегрированная нефтяная компания)
- BP Corporation North America (100 %, США, интегрированная нефтяная компания)
- BP Exploration (Alaska) (100 %, США, интегрированная нефтяная компания)
- BP Products North America (100 %, США, интегрированная нефтяная компания)
- Standard Oil Company (100 %, США, интегрированная нефтяная компания)
- BP Capital Markets America (100 %, США, финансы)